# Galesburg (Illinois)
Galesburg je grad u američkoj saveznoj državi Ilinois. Prema popisu stanovništva iz 2010. u njemu je živjelo 32.195 stanovnika.